# ژان-پاتریک نازون
ژان-پاتریک نازون (انگلیسی: Jean-Patrick Nazon؛ زادهٔ ۱۸ ژانویهٔ ۱۹۷۷) دوچرخه‌سوار اهل فرانسه است.